# ドレミソラシド
「ドレミソラシド」は、日本の女性アイドルグループ日向坂46の楽曲。秋元康が作詞、野村陽一郎が作曲した。2019年7月17日に2枚目のシングルとしてSony Recordsより発売された。楽曲のセンターポジションは小坂菜緒が務めた。

## 背景とリリース
前作『キュン』から約4か月ぶりのシングルとなった。
Blu-ray付属の初回仕様限定盤 TYPE-A・B・C、CDのみの通常盤の4形態で発売。2019年5月31日、日向坂46公式サイトで2ndシングルの詳細が発表された。
2020年9月21日、活動休止により楽曲不参加だった影山優佳が表題曲をTBSテレビ系列『CDTVライブ!ライブ! 秋のリクエストフェス!ラブソング4時間SP』にて初歌唱した。
グループとして初のノンタイアップシングルとなった。

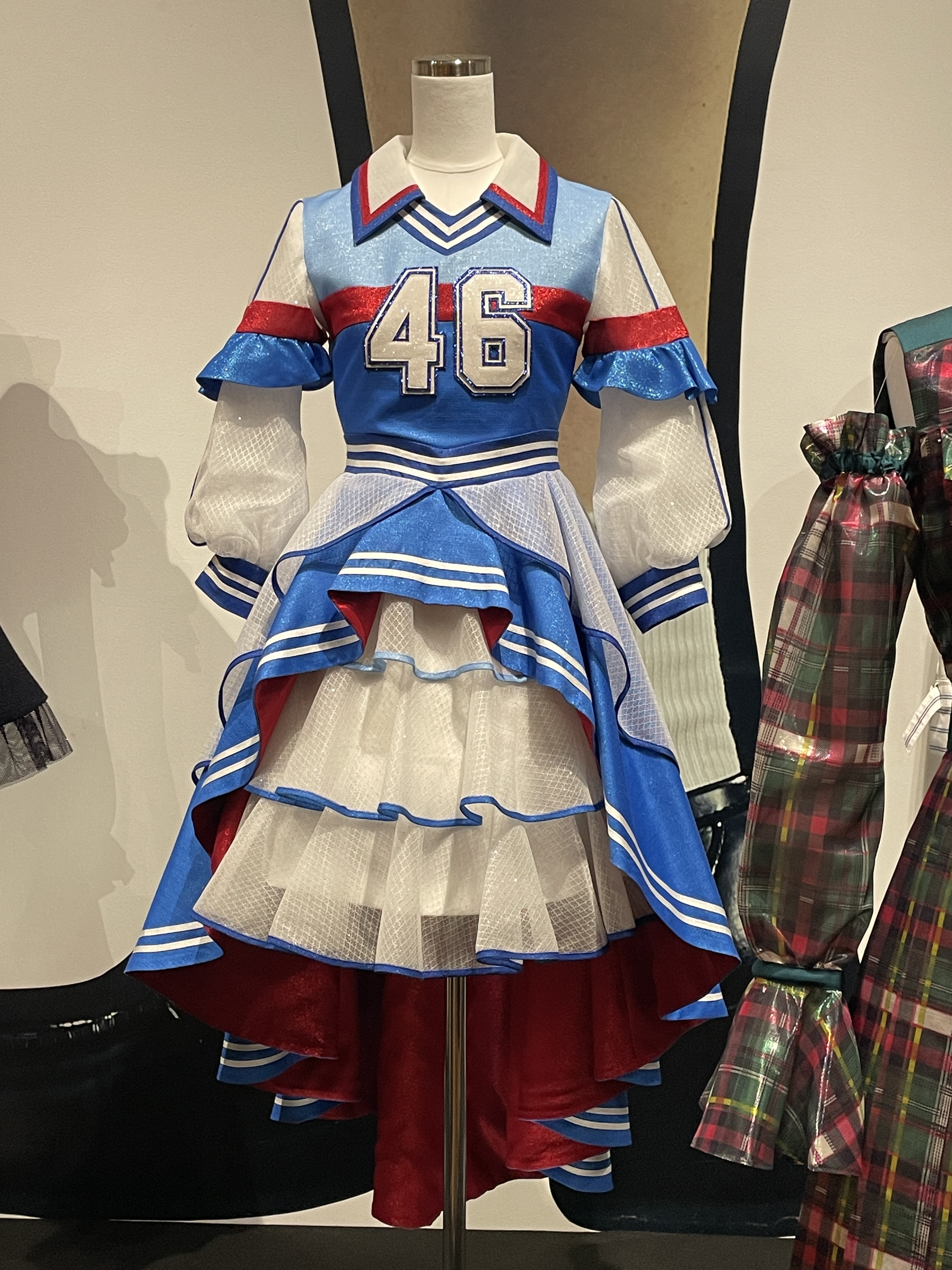
六本木ミュージアムの日向坂46展「WE R!」で展示された「第73回NHK紅白歌合戦」で『キツネ』を披露した際の歌唱衣装（2024年5月13日撮影）

カップリング曲「キツネ」は、2022年12月31日放送の『第73回NHK紅白歌合戦』で披露された。曲目が発表された際、カップリング曲が選ばれたことからSNSでは「意外すぎる」などのコメントが見られた。
発売から5年後の、2024年7月17日からはソラシドエアとタイアップし、CM曲や機内ボーディングミュージックとして流されている。

## アートワーク
| TYPE-A 表 | 丹生明里、河田陽菜、小坂菜緒                                                         |
| TYPE-B 表 | 加藤史帆、東村芽依、高本彩花、渡邉美穂                                               |
| TYPE-C 表 | 佐々木美玲、齊藤京子、金村美玖、宮田愛萌                                             |
| 通常盤 表 | 佐々木久美、井口眞緒、潮紗理菜、富田鈴花、上村ひなの、高瀬愛奈、濱岸ひより、松田好花 |

## 受賞
2020年11月18日、『第61回 輝く!日本レコード大賞』の各受賞曲が発表され、「ドレミソラシド」が優秀作品賞を受賞。

## チャート成績
オリコン調べでは、初週44.9万枚を売り上げ、2019年7月29日付のオリコン週間シングルランキングで初登場1位を獲得した。1stシングル『キュン』から2作連続での初週40万枚超えはKAT-TUN、King & Prince につぐ3組目で、2018年のKing & Princeの『Memorial』以来の記録となった。
Billboard JAPANでは、初週44万8819枚を売り上げ、2019年7月29日公開のBillboard Japan Top Singles Salesで初登場1位を獲得し、同日公開のBillboard Japan Hot 100でも1位を獲得した。　

## ミュージック・ビデオ
ドレミソラシド
監督：安藤隼人 / 振付：CRE8BOY / 制作：P.I.C.S.
外周に空色のレースの布を張り巡らせた屋外プールで撮影し、夏っぽさと爽やかさを表現。「ファントム」と呼ばれるハイスピードカメラも使用されている。
キツネ
監督：荒 伊玖磨（GEEK PICTURES）/ 振付：木下菜津子 / 制作：GunsRock Inc.
MVはパステルカラーのパーティー感あふれるセットで撮影され、ピンクと水色の衣装に身を包んだメンバーがノリノリのメロディーに乗せ、全力で歌って踊る。

## シングル収録トラック

### TYPE-A
| #         | タイトル                          | 作詞      | 作曲        | 編曲        | 時間  |
| --------- | --------------------------------- | --------- | ----------- | ----------- | ----- |
| 1.        | 「ドレミソラシド」                | 秋元康    | 野村陽一郎  | 野村陽一郎  | 5:05  |
| 2.        | 「キツネ」                        | 秋元康    | 原田雄一    | 原田雄一    | 3:40  |
| 3.        | 「My god」                        | 秋元康    | doubleglass | doubleglass | 4:10  |
| 4.        | 「ドレミソラシド off vocal ver.」 |           | 野村陽一郎  | 野村陽一郎  | 5:05  |
| 5.        | 「キツネ off vocal ver.」         |           | 原田雄一    | 原田雄一    | 3:40  |
| 6.        | 「My god off vocal ver.」         |           | doubleglass | doubleglass | 4:09  |
| 合計時間: | 合計時間:                         | 合計時間: | 合計時間:   | 合計時間:   | 25:49 |

| #         | タイトル                                                                         | 作詞      | 作曲・編曲 | 監督     | 時間  |
| --------- | -------------------------------------------------------------------------------- | --------- | ---------- | -------- | ----- |
| 1.        | 「ドレミソラシド Music Video」                                                   |           |            | 安藤隼人 | 5:13  |
| 2.        | 「キツネ Music Video」                                                           |           |            | 荒伊玖磨 | 3:52  |
| 3.        | 「はじめてペットシッターやってみた」(東村芽依、松田好花、渡邉美穂)               |           |            |          | 22:13 |
| 4.        | 「はじめて心霊スポットに行ってみた」(井口眞緒、佐々木美玲、河田陽菜、濱岸ひより) |           |            |          | 24:01 |
| 合計時間: | 合計時間:                                                                        | 合計時間: | 55:19      |          |       |

### TYPE-B
| #         | タイトル                          | 作詞      | 作曲       | 編曲       | 時間  |
| --------- | --------------------------------- | --------- | ---------- | ---------- | ----- |
| 1.        | 「ドレミソラシド」                | 秋元康    | 野村陽一郎 | 野村陽一郎 | 5:05  |
| 2.        | 「キツネ」                        | 秋元康    | 原田雄一   | 原田雄一   | 3:40  |
| 3.        | 「Cage」                          | 秋元康    | 水流雄一朗 | 水流雄一朗 | 4:36  |
| 4.        | 「ドレミソラシド off vocal ver.」 |           | 野村陽一郎 | 野村陽一郎 | 5:05  |
| 5.        | 「キツネ off vocal ver.」         |           | 原田雄一   | 原田雄一   | 3:40  |
| 6.        | 「Cage off vocal ver.」           |           | 水流雄一朗 | 水流雄一朗 | 4:34  |
| 合計時間: | 合計時間:                         | 合計時間: | 合計時間:  | 合計時間:  | 26:40 |

| #         | タイトル                                                             | 作詞      | 作曲・編曲 | 監督     | 時間  |
| --------- | -------------------------------------------------------------------- | --------- | ---------- | -------- | ----- |
| 1.        | 「ドレミソラシド Music Video」                                       |           |            | 安藤隼人 | 5:13  |
| 2.        | 「Cage Music Video」                                                 |           |            | 塩田悠地 | 4:52  |
| 3.        | 「はじめて超高級寿司屋に行ってみた」(加藤史帆、小坂菜緒、上村ひなの) |           |            |          | 22:05 |
| 4.        | 「はじめて魚釣りビンゴをしてみた」(潮紗理菜、佐々木久美、富田鈴花)   |           |            |          | 24:26 |
| 合計時間: | 合計時間:                                                            | 合計時間: | 56:36      |          |       |

### TYPE-C
| #         | タイトル                                | 作詞      | 作曲       | 編曲       | 時間  |
| --------- | --------------------------------------- | --------- | ---------- | ---------- | ----- |
| 1.        | 「ドレミソラシド」                      | 秋元康    | 野村陽一郎 | 野村陽一郎 | 5:05  |
| 2.        | 「キツネ」                              | 秋元康    | 原田雄一   | 原田雄一   | 3:40  |
| 3.        | 「やさしさが邪魔をする」                | 秋元康    | aokado     | aokado     | 4:27  |
| 4.        | 「ドレミソラシド off vocal ver.」       |           | 野村陽一郎 | 野村陽一郎 | 5:05  |
| 5.        | 「キツネ off vocal ver.」               |           | 原田雄一   | 原田雄一   | 3:40  |
| 6.        | 「やさしさが邪魔をする off vocal ver.」 |           | aokado     | aokado     | 4:26  |
| 合計時間: | 合計時間:                               | 合計時間: | 合計時間:  | 合計時間:  | 26:23 |

| #         | タイトル                                                         | 作詞      | 作曲・編曲 | 監督     | 時間  |
| --------- | ---------------------------------------------------------------- | --------- | ---------- | -------- | ----- |
| 1.        | 「ドレミソラシド Music Video」                                   |           |            | 安藤隼人 | 5:13  |
| 2.        | 「やさしさが邪魔をする Music Video」                             |           |            | 谷山剛   | 4:38  |
| 3.        | 「はじめて全部凍らせて食べてみた」(齊藤京子、金村美玖、宮田愛萌) |           |            |          | 24:32 |
| 4.        | 「はじめてホームランを打ってみた」(高瀬愛奈、高本彩花、丹生明里) |           |            |          | 25:04 |
| 合計時間: | 合計時間:                                                        | 合計時間: | 59:27      |          |       |

### 通常盤
| #         | タイトル                          | 作詞      | 作曲       | 編曲       | 時間  |
| --------- | --------------------------------- | --------- | ---------- | ---------- | ----- |
| 1.        | 「ドレミソラシド」                | 秋元康    | 野村陽一郎 | 野村陽一郎 | 5:05  |
| 2.        | 「キツネ」                        | 秋元康    | 原田雄一   | 原田雄一   | 3:40  |
| 3.        | 「Dash&Rush」                     | 秋元康    | 小田切大   | 佐々木裕   | 4:13  |
| 4.        | 「ドレミソラシド off vocal ver.」 |           | 野村陽一郎 | 野村陽一郎 | 5:05  |
| 5.        | 「キツネ off vocal ver.」         |           | 原田雄一   | 原田雄一   | 3:40  |
| 6.        | 「Dash&Rush off vocal ver.」      |           | 小田切大   | 佐々木裕   | 4:11  |
| 合計時間: | 合計時間:                         | 合計時間: | 合計時間:  | 合計時間:  | 25:54 |

### Special Edition
| 全作詞: 秋元康。 |                          |           |             |             |      |
| #                | タイトル                 | 作詞      | 作曲        | 編曲        | 時間 |
| 1.               | 「ドレミソラシド」       | 秋元康    | 野村陽一郎  | 野村陽一郎  | 5:05 |
| 2.               | 「キツネ」               | 秋元康    | 原田雄一    | 原田雄一    | 3:40 |
| 3.               | 「My god」               | 秋元康    | doubleglass | doubleglass | 4:10 |
| 4.               | 「Cage」                 | 秋元康    | 水流雄一朗  | 水流雄一朗  | 4:36 |
| 5.               | 「やさしさが邪魔をする」 | 秋元康    | aokado      | aokado      | 4:27 |
| 6.               | 「Dash&Rush」            | 秋元康    | 小田切大    | 佐々木裕    | 4:13 |
| 合計時間:        | 合計時間:                | 合計時間: | 合計時間:   | 26:11       |      |

## 選抜メンバー

### ドレミソラシド
（センター：小坂菜緒）
- 3列目：佐々木久美、井口眞緒、潮紗理菜、富田鈴花、上村ひなの、高瀬愛奈、濱岸ひより、松田好花
- 2列目：宮田愛萌、佐々木美玲、金村美玖、東村芽依、高本彩花、渡邉美穂
- 1列目：齊藤京子、丹生明里、小坂菜緒、河田陽菜、加藤史帆

小坂は1stシングル「キュン」に引き続き2作連続のセンターポジション。丹生と河田は表題曲では初となるフロントポジション、宮田と金村も初の2列目ポジションとなった。また、1stシングルの活動をもってグループを卒業することを発表した柿崎芽実は今作の選抜から外れた。

### キツネ
（センター：小坂菜緒）
- 井口眞緒、潮紗理菜、加藤史帆、齊藤京子、佐々木久美、佐々木美玲、高瀬愛奈、高本彩花、東村芽依、金村美玖、河田陽菜、小坂菜緒、富田鈴花、丹生明里、濱岸ひより、松田好花、宮田愛萌、渡邉美穂、上村ひなの[8]

### My god
（センター：佐々木久美）

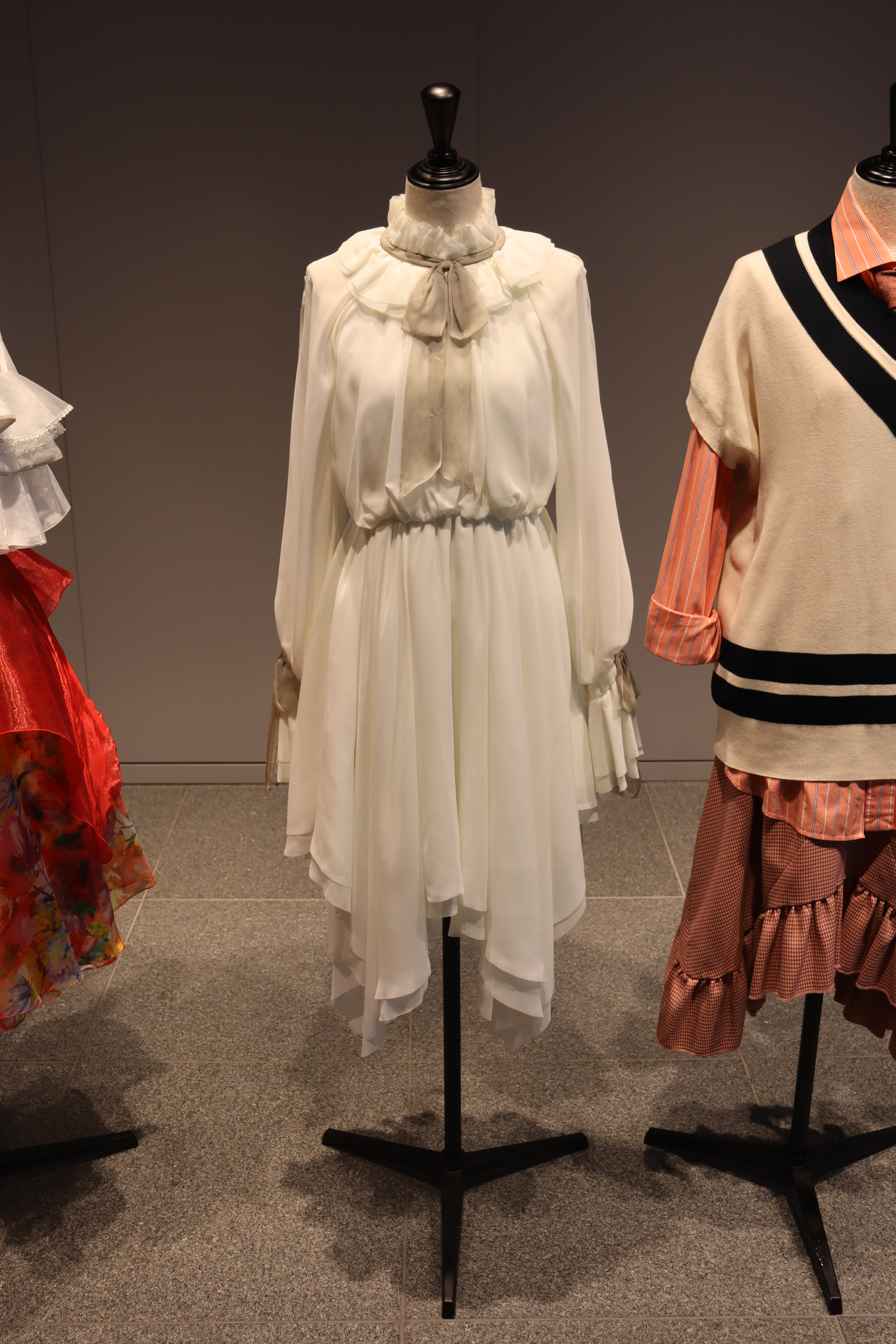
『Cage』のミュージックビデオ着用衣装

- 井口眞緒、潮紗理菜、加藤史帆、齊藤京子、佐々木久美、佐々木美玲、高瀬愛奈、高本彩花、東村芽依[8]

### Cage
- 東村芽依、金村美玖、河田陽菜、丹生明里[8]

### やさしさが邪魔をする
- 加藤史帆、渡邉美穂、上村ひなの[8]

### Dash&Rush
（センター：金村美玖）
- 金村美玖、河田陽菜、小坂菜緒、富田鈴花、丹生明里、濱岸ひより、松田好花、宮田愛萌、渡邉美穂、上村ひなの[8]